# G-TELP Speaking
G-TELP Speaking(영어: General Tests of English Language Proficiency Speaking, 한국어: 지텔프 스피킹)은 샌디에고 주립 대학교 산하의 국제 테스트 연구원(ITSC, International Testing Services Center)이 개발한 영어 시험으로, 영어를 모국어로 하지 않는 수험자의 실용 영어 말하기 능력을 내용, 문법, 어휘, 발음, 유창도를 기준으로 평가한다. 
1987년 대한민국에 처음 도입되었으며, 2003년 대한민국 건설교통부의 항공종사자 자격증명시험으로 사용되었다. 또한, 2023년부터 비대면 인공지능 기반 감독 솔루션이 채택되어 인터넷 기반 재택 시험(G-TELP IBT at Home) 형태로 병행 시행 중이다.

## 구성
약 30분 동안 진행되며, 11개 영역과 약 30개의 문제로 구성되어 있다. 과거에는 G-TELP Level 3 합격자만이 시험에 응시할 수 있었다.
- Part 1 : Giving personal information
- Part 2 : Describing a familiar setting / objects
- Part 3 : Describing habitual activities
- Part 4 : Narrating a story from pictures
- Part 5 : Expressing and supporting an opinion
- Part 6 : Giving autobiographical detail about a place/event
- Part 7 : Responding to requests for information about places of interest
- Part 8 : Discussing advantages/disadvantages of two related objects
- Part 9 : Giving directions from a map
- Part 10 : Presenting a solution to a specific problem
- Part 11 : Presenting solutions to complex hypothetical problems

## 채점
수험자의 녹음 파일을 통해 평가가 진행되며, 2인으로 구성된 심사위원의 평균 점수를 결과로 산출한다. 각 답변은 0~4의 척도로 평가되며, 0은 최저점, 4는 최고점을 의미한다.
- 0 : 수험자가 응답을 하지 않았을 경우
- 1 : 과제에 대한 미숙한 수행
- 2~3 : 비교적 원활한 수행
- 4 : 완성도 높은 과제 수행

## 등급
파트 1~4, 파트 5~8, 파트 9~11 등 3개 대영역의 능숙도 평균값을 통해 등급이 산출된다. 주로 활용되는 성적인 레벨 5의 경우, 파트 1~4에서 75% 이상의 점수, 파트 5~8에서 63~67%의 점수를 획득하면 받을 수 있다. 2008년 9월 이전에는 5단계로 등급을 부여하였다.
- Level 1 : Autehntic
- Level 2 : High-Advanced
- Level 3 : Advanced
- Level 4 : High-Intermediate
- Level 5 : Intermediate
- Level 6 : Low-Intermediate
- Level 7 : High-Basic
- Level 8 : Basic
- Level 9 : Low-Basic
- Level 10 : Beginner-Basic
- Level 11 : No Mastery

## 활용 현황
대한민국의 경우, 서울특별시에 위치한 한국지텔프(영어: G-TELP Korea)가 대한민국 내 시험을 주관하며, 정기시험, 특별시험을 시행하고 있다. 평일 정기시험은 송파구에 위치한 지텔프 테스팅 센터(영어: G-TELP Testing Center)에서 진행되며, 일요 정기시험은 매월 전국에서 진행된다. 2021년 네이버와 협약을 통해, 대한민국 시험의 성적 보유자는 네이버 자격증 서비스를 통해 자신의 성적 및 발급 정보를 모바일로 확인할 수 있다.
국가정보원 신입직 채용 시 가산점, 육군의 통역장교, 국립국제교육원의 영어능통자 채용 및 한미 대학생 연수 프로그램 지원 자격 요건, 중앙대학교, 세종대학교 등의 졸업 요건으로 활용된다. 과거 대한항공, 아시아나항공 등의 사원 영어 능력 평가 기준으로 사용되었다.
| 행정기관 - 국가정보원 - 국립국제교육원 - 육군 - 한미연합군사령부 - 합동군사대학교 | 공공기관 - 서울경제진흥원 - 한국청소년활동진흥원 - 한국해외인프라도시개발지원공사 | 교육기관 - 강원대학교 - 세종대학교 - 중앙대학교 - 한국기술교육대학교 - 홍익대학교 |

## 같이 보기
- TOEIC Speaking
- TEPS Speaking & Writing
- OPIc